# Бравич, Казимир Викентьевич
Казимир Викентьевич Бравич (1861—1912) — русский актёр.
Учился в Псковском землемерном училище. Играл в любительских спектаклях. В 1885 году дебютировал в ржевском театре. Играл в провинциальных городах (Новгород, Елец, Ростов-на-Дону). Вместе с Г. Н. Федотовой и М. Г. Савиной участвовал в их гастролях по России. В 1897—1903 годах — актер петербургского Малого театра (Театр Суворина), в 1903—1908 годах — Театра В. Ф. Комиссаржевской. Был соратником и другом Комиссаржевской, пайщиком её театра. После смерти Комиссаржевской, в 1909—1912 годах,  — в московском Малом театре. Незадолго до смерти перешёл в МХТ, где не успел сыграть ни одной роли.
А. Р. Кугель писал о нём: «Имея неврастенический темперамент, Бравич ограничивал его волей и мыслью».

## Роли
- Щеткин — «Дети Ванюшина» С. Найденова (1901, премьера)
- Евгений Базаров — «Отцы и дети» по И. С. Тургеневу
- Тригорин, Войницкий — «Чайка» и «Дядя Ваня» А. П. Чехова
- Иван Шуйский — «Царь Федор Иоаннович» А. К. Толстого
- Басов, Протасов — «Дачники», «Дети солнца» М. Горького
- Ранк — «Нора» Г. Ибсена
- воевода Мнишек — «Дмитрий Самозванец» — Малый театр
- Фигаро — Малый театр

### В Театре Комиссаржевской
- Паратов — «Бесприданница» А. Н. Островского
- Карено — «У врат царства» К. Гамсуна
- Сольнес — «Строитель Сольнес» Г. Ибсена
- Акоста — «Уриэль Акоста» К. Гуцкова